# Anahim Peak
Anahim Peak är en bergstopp i Kanada.   Den ligger i provinsen British Columbia, i den sydvästra delen av landet, 3 600 km väster om huvudstaden Ottawa. Toppen på Anahim Peak är 1 897 meter över havet, eller 540 meter över den omgivande terrängen. Bredden vid basen är 4,8 km.
Terrängen runt Anahim Peak är kuperad västerut, men österut är den platt.Trakten runt Anahim Peak är nära nog obefolkad, med mindre än två invånare per kvadratkilometer.. Det finns inga samhällen i närheten.
I omgivningarna runt Anahim Peak växer i huvudsak barrskog.